# Disputa por la plataforma continental extendida en el Mar de la Zona Austral entre Argentina y Chile

Mapa sobre la disputa.

La disputa por la plataforma continental extendida entre Argentina y Chile en el Mar de la Zona Austral es el diferendo entre ambos países por un espacio marítimo de 5 302 km² iniciada tras el intento de extensión del espacio marítimo por parte de Argentina con base en la teoría de la plataforma continental extendida por sobre el Mar de la Zona Austral al sur del punto F acordado en el tratado de 1984, en la zona reclamada por Chile como parte su mar presencial, y actualmente como parte de su plataforma continental (no extendida) proyectada desde las islas Diego Ramírez.
Previamente Argentina reclamó la zona que se superpone en forma de «medialuna» como mar de resguardo patrimonial. Por su parte, desde Chile se ha entendido que las plataformas continentales marinas tendrían prevalencia sobre las plataformas continentales extendidas, lo que se vería respaldado en la interpretación que la Corte Internacional de Justicia habría presentado en su sentencia de 2023 relativa a la delimitación de la plataforma continental en el marco del caso Colombia-Nicaragua.
Dentro de la disputa se encuentra el asunto de la proyección de ambos países hacia el continente antártico. En virtud del artículo 59 de la Convención de las Naciones Unidas sobre el Derecho del Mar, las reclamaciones marítimas disputadas y superpuestas carecen de fuerza legal hasta que se resuelva la controversia entre las partes enfrentadas.
A su vez la CONVEMAR es una comisión consultiva la cual hace recomendaciones que no son jurídicamente vinculantes y la comisión no tiene jurisdicción sobre cuestiones de soberanía.

Segun indicaciones la resolucion nones vinculante, por tanto se debe  se confirma tratado de paz y amistad? Demasiada palabras para algo sin sustento alguno solo chuvanismo chileno. 

## Historia
La Convención de las Naciones Unidas sobre el Derecho del Mar (Convemar) del 30 de abril de 1982, y que entró en vigor el 16 de noviembre de 1994, estableció el régimen de la plataforma continental en la Parte VI (artículos 76 al 85), definiendo en el artículo 76 inciso 1 lo que se entiende como plataforma continenta.
Argentina ratificó la convención el 12 de enero de 1995, entrando en vigor para ese país el 31 de diciembre de 1995.
El 25 de agosto de 1997 Chile firma y ratifica la Convención de Naciones Unidas sobre el Derecho del Mar, entrando en vigor el 24 de septiembre de 1997 para el país.
En 2009 Argentina hizo una presentación ante la Comisión de Límites de la Plataforma Continental de las Naciones Unidas, siendo aceptada en 2016 por la CONVEMAR. El mapa de la presentación incluyó los territorios en disputa con el Reino Unido como los son las islas Malvinas, Georgias y Sandwich del Sur, una medialuna al sur del mar territorial argentino definido en el tratado de 1984 con Chile, la cual era también reclamada por Chile como parte de su mar presencial, y el mar circundante a la península Antártica reclamada por los tres países mencionados. Ese mismo año, el 8 de mayo Chile presenta su Informe Preliminar a la Comisión de Límites de la Plataforma Continental de Naciones Unidas.
En 2020, la Cámara de Diputados de la Nación Argentina, aprobó por unanimidad el límite exterior de la Plataforma Continental Argentina en la Ley 27.557.
Ese mismo año, el 21 de diciembre, Chile presentó ante la Comisión de Límites de la Plataforma Continental de Naciones Unidas el informe parcial de la plataforma continental extendida en Isla de Pascua y Salas y Gómez.
En 2021 el presidente chileno Sebastián Piñera firmó el Decreto Supremo n.º 95 en el que se explicita la plataforma continental al este del meridiano 67° 16′ 0 como parte del área de la plataforma continental (no extendida) chilena, proyectada desde las islas Diego Ramírez, reclamando también la medialuna que Argentina considera como parte de la extensión lograda por el criterio de la plataforma continental extendida. Esto se manifestió en la Carta SHOA N°8 y motivó una respuesta de la cancillería argentina contra la medida de Chile.
En febrero de 2022 Chile entrega su segunda presentación parcial respecto de la Plataforma Continental Occidental del Territorio Chileno Antártico y en agosto del mismo año realiza las presentaciones orales de ambas presentaciones parciales en la Sesión N°55 de la Comisión de Límites de la Plataforma Continental en la ONU en Nueva York.
En 2023 Chile, a través del SHOA, pone a disposición un gráfico ilustrativo que muestra todos los espacios marítimos reclamados por el país, siendo nuevamente rechazado por Argentina.
En julio de 2023 la Corte Internacional de Justicia se pronunció sobre la prevalencia de una Plataforma Continental por sobre la Plataforma Continental Extendida en el caso de la controversia territorial y de delimitación marítima entre Colombia y Nicaragua.

## Antecedentes

Las distintas zonas marítimas de acuerdo a la Convención de las Naciones Unidas sobre el Derecho del Mar aprobada en 1982.

La creación e implementación de este concepto jurídico, que deviene en la adjudicación a estados ribereños del goce absoluto de ciertos derechos de lucro sobre enormes territorios oceánicos, es obra de la Convención de las Naciones Unidas sobre el Derecho del Mar (Convemar), específicamente en su Parte VI. Este tratado multilateral fue aprobado en abril de 1982, entrando en vigor el 16 de noviembre de 1994, un año después de la ratificación de Guyana. habiéndose cumplido la exigencia que, en un mínimo de 60 estados firmantes, esta sea ratificada por los congresos nacionales.

### Proceso de adquisición de una plataforma continental extendida
Para que un estado ribereño pueda adquirir derechos sobre una plataforma continental extendida deberá cumplir rigurosamente determinados pasos. 
Primeramente deberá entregar a la CLPC un detallado informe en donde pretende demostrar sus derechos sobre una determinada superficie que el propio estado delinea en un presentación cartográfica, tarea que se debe realizar teniendo en consideración el conjunto de fórmulas o directrices científico-técnicas desarrolladas por la Convemar, y luego de acumular y procesar abundante información, tanto sobre su mar patrimonial como sobre las áreas pretendidas, la cual es recabada por medio de complejos análisis científicos, en donde intervienen especialistas de múltiples disciplinas, donde se practican sondeos y estudios gravimétricos, batimétricos, magnetométricos, geológicos, geofísicos, morfológicos, sísmicos y sedimentológicos, los que son apoyados por profesionales en oceanografía, hidrografía, geografía, cartografía, abogacía, expertos en Derecho Internacional, en sistemas de información geográfica, entre otros.
Dicha comisión autónoma pasa entonces a la etapa de revisión del reclamo, el cual es realizado por una subcomisión integrada por 7 miembros del total de 21 técnicos que la componen, los que son expertos internacionales en hidrografía, geofísica y geología, todos escogidos por los propios estados partes de la CLPC. Ellos examinan detenidamente los argumentos esgrimidos en la solicitud por la parte interesada, más toda la información técnica aportada como respaldo y los mapas que la acompañan (donde se vuelcan todos los puntos que definen la traza pretendida, con sus coordenadas, profundidades, etc.).
En esta etapa, la CLPC puede demandar numerosas reuniones aclaratorias con el estado ribereño, así como formular recomendaciones sobre aspectos que deberían modificarse, a la vez que presta asesoramiento científico-técnico o hasta puede reprocesar los datos proveídos, los que son el soporte a los fundamentos científicos de la presentación. Una vez que la subcomisión concluye el análisis, esta emite un proyecto de recomendaciones, las que posteriormente son aprobadas por el plenario de la comisión. Si el estado ribereño determina una traza atendiendo a las recomendaciones emitidas por la comisión, esta validará los nuevos límites ambicionados. En sectores en donde se producen ampliaciones que podrían ser excesivas, la comisión podrá emitir recomendaciones que aconsejen ajustar el límite a una traza más conservadora, dejando dichas secciones en suspenso, requiriendo al estado que hace la presentación que se aboque a perfeccionar sus argumentos técnicos o a realizar estudios suplementarios que permitan ampliar y sustentar la información aportada, lo cual puede ser aceptado por el estado o reformular su reclamo y presentar uno nuevo en un tiempo razonable. Luego del estudio de la nueva información, la comisión podrá finalmente validar la pretensión.
Según lo dictado por la Convemar, en el artículo 76.8, el límite establecido por un estado ribereño mediante la aplicación de las fórmulas indicadas por la CLPC, el cual luego ha sido validado por dicha comisión, será definitivo y vinculante, oponible a terceros estados y de cumplimiento obligatorio a nivel internacional.
Jurídicamente, el límite es trazado por el propio estado, limitándose la CLPC a emitir las recomendaciones que le permitan a dicho estado elaborarlo siguiendo escrupulosamente las normas establecidas, de ese modo la ampliación concordará fielmente con las exigencia para beneficiarse de este derecho desarrolladas por la Convemar.

### Fórmulas para medir el borde exterior del margen continental
La Convemar, en el artículo 76, estableció complejas directrices científico-técnicas que todo estado ribereño debe atender a la hora de estimar hasta dónde llega su plataforma continental extendida, las que son sintetizadas en una combinación de 4 reglas —2 fórmulas y 2 restricciones—. Estas normas fueron debatidas y consensuadas durante varios años, para finalmente ser aprobadas en la ciudad de Nueva York, el 13 de mayo de 1999, durante el quinto período de sesiones.
Las pautas del procedimiento a seguir por el estado deseoso de ampliar su superficie marítima comienzan con la ubicación del pie de su talud continental, que fue definido como el punto de mayor cambio de gradiente en su base. Una vez que este fue localizado, se trazan las líneas de fórmulas, para encontrar la más alejada envolvente exterior, la cual se corresponderá con el borde exterior de la plataforma continental que intentará defender. Cada estado escogerá la fórmula a utilizar en cada sección, aplicando las más convenientes según los rasgos de los fondos marinos y distancias, para así luego obtener la mayor extensión posible de plataforma continental exclusiva.
Cada fórmula fue propuesta por un geólogo, por lo que su denominación técnica lleva el apellido de dicho científico:
- Fórmula Gardiner o del espesor sedimentario

Su fórmula proporciona una línea trazada por los puntos situados donde el espesor de las rocas sedimentarias mide como mínimo el equivalente al 1 % de la distancia más corta entre dicho punto y el pie del talud continental. 
- Fórmula Hedberg o de la distancia

Al utilizarla se dibuja una línea creada mediante puntos fijos posicionados a no más de 60 millas marinas de distancia del pie del talud continental. Posteriormente, se evalúa la propuesta obtenida mediante la prueba de pertenencia, en la cual se debe demostrar que su plataforma continental se extiende más allá de las 200 millas marinas medidas desde sus líneas de base.  
En el siguiente paso, se aplican las normas de restricciones, las cuales son dos:
- Primera restricción

Que ningún punto de la superficie pretendida rebase las 350 millas marinas medidas desde sus líneas de base
- Segunda restricción

Que ningún punto de la superficie pretendida supere la distancia de 100 millas marinas medidas desde la línea en que se localiza la isóbata con la profundidad de 2500 metros.

### Criterio en casos de territorios marítimos disputados
Los procedimientos establecidos por la Convemar se basan en el principio de “la tierra domina al mar”, de allí que el estatus de los espacios marinos que sus organismos legitiman, emana del estatus de las propias superficies ribereñas emergidas. Si en los procedimientos de ampliación de plataforma, la CLPC encuentra zonas de superposición de títulos de jurisdicción o con conflictos pendientes, es decir, áreas oceánicas que son reivindicadas soberanamente por dos o más países —incluyendo aquellas que se proyectan desde islas en disputa—, la presentación del límite en dichas zonas por uno de los países intervinientes en el diferendo no será examinada ni calificada, ya que esta comisión no puede intervenir sobre la cuestión de fondo, debiendo quedar postergada la traza o adjudicación definitiva, sujeta al resultado de otras instancias jurídicas o mecanismos de negociación propios de la naturaleza de estas disputas, por ejemplo, por tratados, resultado de arreglos o negociaciones que las partes en conflicto celebren entre sí, por mediaciones, fallos de tribunales internacionales, etc. Solo podrá ser examinada por la CLPC, si los estados reclamantes hacen una presentación conjunta —algo que incluso llegó a ser alentado por la propia comisión— o si estos manifiestan su consentimiento, por lo cual, la determinación de los límites no prejuzgará la delimitación jurídica definitiva.